# Dead by Daylight
A Dead by Daylight egy 2016-os multiplayer túlélőhorror videójáték, amelyet a kanadai Behaviour Interactive fejlesztett és adott ki.

## Játékmenet
A Dead by Daylight egy aszimmetrikus horrorjáték, amelyben az egyik játékos a gyilkos szerepét tölti be, míg a másik négy játékos a túlélőkét. A mérkőzéseket úgynevezett trialsoknak nevezik.

### Túlélők
A túlélők célja, hogy megszökjenek a trialsból: ehhez hét generátor közül ötöt kell megjavítaniuk, amelyek a pályán elszórva találhatók. Ezek működtetik a két kijárati kaput, amelyeken keresztül elmenekülhetnek. A túlélők mozgáslehetőségei közé tartozik a futás, a gyaloglás, a guggolva lopakodás, valamint a kúszás, ha haldokló állapotban vannak. A céljuk, hogy lerázzák a gyilkost, akár úgy, hogy elveszítik őket a látómezőből üldözés közben, akár úgy, hogy sikeresen elrejtőznek. A legtöbb gyilkos kicsivel gyorsabban mozog, mint a futó túlélők, viszont más mozgásokban lassabbak, például akadályokon való átmászáskor (vaultoláskor). Ez időt adhat a túlélőknek a meneküléshez. A pályán kulcsfontosságú helyeken elhelyezett fa raklapokat a túlélők lecsaphatják. Ha a gyilkos elég közel van a raklaphoz, amikor az leesik, rövid időre elkábul. A túlélő ezután átugorhat a ledöntött raklapon, míg a legtöbb gyilkos nem képes erre, így időt kell töltenie a raklap széttörésével, vagy kerülnie kell. A gyilkos rendelkezik egy aura-olvasó képességgel, amely segítségével folyamatosan látja a generátorokat, kampókat, és esetenként a túlélők helyzetét is. A játékmenet jelentős része az üldözéseken alapul, ahol a túlélőknek az ügyességüket és a környezet adta lehetőségeket kell kihasználniuk, hogy kijátsszák a gyilkost, megszökjenek előle, vagy legalább időt nyerjenek társaiknak a célok teljesítéséhez. 
A túlélők kinyithatnak ládákat, hogy hasznos tárgyakat találjanak, vagy hozhatnak magukkal tárgyakat a próba kezdetén, például térképeket, amelyek kiemelik a célpontok helyét, kulcsokat, amelyek bizonyos aura-érzékelő képességekhez vagy egy bezárt menekülőnyílás újranyitásához használhatók, szerszámosládákat a generátorok gyorsabb javításához, elsősegélycsomagokat a gyorsabb gyógyításhoz, és zseblámpákat, amelyekkel ideiglenesen elvakítható a gyilkos; ez utóbbi, ha a gyilkos éppen egy túlélőt cipel, lehetővé teszi annak megszökését. Minden gyilkosnak van egy velejáró „terror-radiusa”, amely körülveszi őt, bár ennek mérete a gyilkostól, a gyilkos képességének állapotától és az alkalmazott kiegészítőktől vagy jellemvonásoktól függően változhat. Az ebben a sugárban tartózkodó túlélők szívverést hallanak, amely a gyilkoshoz való közelséggel arányosan erősödik. Azt is láthatják, hogy egy vörös fény, az úgynevezett „vörös folt” a gyilkos fejéből vetül a földre, ami megmutatja, hogy merre néz, és segíthet a túlélőknek felismerni, mikor készül befordulni egy sarok mögül. Egyes gyilkosok képesek bizonyos feltételek mellett elnyomni a terror-radiust és a vörös foltot, így meglephetik a gyanútlan túlélőket. 
A túlélők interakciói számos játékon belüli tárggyal véletlenszerű ügyességi próbákat válthatnak ki. A játékos végrehajthat egy jó ügyességi próbát, amelynek nincs különösebb hatása, egy kiváló ügyességi próbát, amely felgyorsítja az adott tevékenység előrehaladását, vagy egy sikertelen ügyességi próbát, amely általában értesíti a gyilkost a túlélő helyzetéről, és gyakran visszaveti a haladást is. A kiváló ügyességi próbák nagyobb pontosságot igényelnek, és nem mindig lehetségesek, attól függően, hogy milyen típusú interakcióról van szó, vagy milyen jellemvonásokat használ a túlélő vagy a gyilkos.

### Gyilkos
A gyilkos feladata az, hogy minden túlélőt kampóra akasszon, mielőtt azok elmenekülnének. Ha ez sikerül, a túlélők egy gonosz erőnek, az Entitásnak lesznek feláldozva. Ha csak egy túlélő marad életben, akkor egy menekülőnyílás (hatch) nyílik meg véletlenszerű helyen a pályán. Ha a gyilkos bezárja a nyílást, vagy ha valamelyik kijárati kapu kinyílik, akkor elkezdődik a kétperces Endgame Collapse. Ez az időzítő meghosszabbodik, ha van olyan túlélő, aki éppen kampón van vagy mozgásképtelen. Amint az időzítő lejár, az összes megmaradt túlélő automatikusan feláldozásra kerül az Entitásnak. 
A túlélők levadászása során a gyilkosnak el kell kapnia őket, amit kétféleképpen tehet meg: Kétszer megüti őket a fegyverével – az első ütés megsebesíti a túlélőt, a második pedig a fölre juttatja őket, ilyenkor a gyilkos felveheti őket. A másik lehetőség, hogy egy mozdulattal megragadja őket, miközben valamilyen tárggyal, például generátorral foglalkoznak. Amikor egy túlélőt felakasztanak, kampós szintet kap, legfeljebb három szintig; az első alkalommal várhat a megmentésre, vagy megpróbálhatja magát leemelni a kampóról. Ha túl sokáig hagyják ott, vagy ismét felakasztják, a második szintre lép, ahol ügyességi próbák sikeres teljesítésével kell küzdenie, amíg egy másik túlélő meg nem menti. Ha harmadszorra is kampóra kerül, vagy túl sokáig marad a második szinten, feláldozzák, és kiesik a mérkőzésből. 
Minden gyilkosnak van egy egyedi képessége, amelyet a játék során megszerezhető kiegészítőkkel (add-onokkal) lehet módosítani. A gyilkosok képesek megrongálni a generátorokat, ami kissé visszaveti azok javítási folyamatát, és ez a visszaesés lassan folytatódik, amíg egy túlélő újra nem kezdi a javítást legalább néhány másodpercig, továbbá ez bizonyos jellemvonásokat is aktiválhat. Ha a gyilkos elkap egy túlélőt, felveheti és elszállíthatja a pályán elszórtan található áldozati kampók egyikéhez. Miközben a túlélőt cipelik, megpróbálhat kiszabadulni a gyilkos szorításából azáltal, hogy egymás után sikeresen teljesíti az ügyességi próbákat, mielőtt elérik a kampót.

## Letölthető tartalmak
2025 júniusáig a játék összesen 43 egyedi DLC-t tartalmazott. A legtöbb DLC egyaránt tartalmaz egy új túlélőt és egy új gyilkost, kivéve tizenegyet, ahol csak egy karakter került bevezetésre, és négyet, ahol három karakter jelent meg. A megjelent DLC-k közül 24 új pályát is bevezetett, amelyek minden játékos számára elérhetők. A DLC-k megvásárolhatók pénzért, vagy a játékhoz 2018 júniusában hozzáadott játékon belüli boltban. A nem licencelt karakterek és kozmetikai tárgyak ingyenesen is megvásárolhatók egy játékon belüli valutával, az iridescent sharddokkal, amelyeket szintén 2018 júniusában vezettek be.
A † jelzett licencelt címek.
| Cím                         | Megjelenési dátum    | Gyilkos            | Túlélő(k)                       | Pálya                                             |
| --------------------------- | -------------------- | ------------------ | ------------------------------- | ------------------------------------------------- |
| The Last Breath             | 2016. augusztus 8.   | The Nurse          | Nea Karlsson                    | Disturbed Ward (Crotus Prenn Asylum)              |
| Halloween †                 | 2016. október 25.    | The Shape          | Laurie Strode                   | Lampkin Lane (Haddonfield)                        |
| Of Flesh and Mud            | 2016. december 8.    | The Hag            | Ace Visconti                    | The Pale Rose (Backwater Swamp)                   |
| Left Behind †               | 2017. március 8.     | —                  | William "Bill" Overbeck         | —                                                 |
| Spark of Madness            | 2017. május 11.      | The Doctor         | Feng Min                        | Treatment Theatre (Léry's Memorial Institute)     |
| A Lullaby for the Dark      | 2017. július 27.     | The Huntress       | David King                      | Mother's Dwelling (Red Forest)                    |
| Leatherface †               | 2017. szeptember 14. | The Cannibal       | —                               | —                                                 |
| A Nightmare on Elm Street † | 2017. október 26.    | The Nightmare      | Quentin Smith                   | Badham Preschool (Springwood)                     |
| Saw †                       | 2018. január 23.     | The Pig            | David Tapp                      | The Game (Gideon Meat Plant)                      |
| Curtain Call                | 2018. június 12.     | The Clown          | Kate Denson                     | Father Campbell's Chapel (Crotus Prenn Asylum)    |
| Shattered Bloodline         | 2018. szeptember 18. | The Spirit         | Adam Francis                    | Family Residence (Yamaoka Estate)                 |
| Darkness Among Us           | 2018. december 11.   | The Legion         | Jeffrey "Jeff" Johansen         | Mount Ormond Resort (Ormond)                      |
| Demise of the Faithful      | 2019. március 19.    | The Plague         | Jane Romero                     | Temple of Purgation (Red Forest)                  |
| Ash vs Evil Dead †          | 2019. április 2.     | —                  | Ashley "Ash" Williams           | —                                                 |
| Ghost Face †                | 2019. június 18.     | The Ghost Face     | —                               | —                                                 |
| Stranger Things †           | 2019. szeptember 17. | The Demogorgon     | Steve Harrington, Nancy Wheeler | Underground Complex (Hawkins National Laboratory) |
| Cursed Legacy               | 2019. december 3.    | The Oni            | Yui Kimura                      | Sanctum of Wrath (Yamaoka Estate)                 |
| Chains of Hate              | 2020. március 10.    | The Deathslinger   | Zarina Kassir                   | Dead Dawg Saloon (Grave of Glenvale)              |
| Silent Hill †               | 2020. június 16.     | The Executioner    | Cheryl Mason                    | Midwich Elementary School (Silent Hill)           |
| Descend Beyond              | 2020. szeptember 8.  | The Blight         | Felix Richter                   | —                                                 |
| A Binding of Kin            | 2020. december 1.    | The Twins          | Élodie Rakoto                   | —                                                 |
| All-Kill                    | 2021. március 30.    | The Trickster      | Yun-Jin Lee                     | —                                                 |
| Resident Evil †             | 2021. június 15.     | The Nemesis        | Leon S. Kennedy, Jill Valentine | Raccoon City Police Station (Raccoon City)        |
| Hellraiser †                | 2021. szeptember 7.  | The Cenobite       | —                               | —                                                 |
| Hour of the Witch           | 2021. október 19.    | —                  | Mikaela Reid                    | —                                                 |
| Portrait of a Murder        | 2021. november 30.   | The Artist         | Jonah Vasquez                   | Eyrie of Crows (Forsaken Boneyard)                |
| Sadako Rising †             | 2022. március 8.     | The Onryō          | Yoichi Asakawa                  | —                                                 |
| Roots of Dread              | 2022. június 7.      | The Dredge         | Haddie Kaur                     | Garden of Joy (Withered Isle)                     |
| Resident Evil: Project W †  | 2022. augusztus 30.  | The Mastermind     | Ada Wong, Rebecca Chambers      | Átdolgozott Raccoon City Police Station           |
| Forged in Fog               | 2022. november 22.   | The Knight         | Vittorio Toscano                | Shattered Square (Decimated Borgo)                |
| Tools of Torment            | 2023. március 7.     | The Skull Merchant | Thalita Lyra, Renato Lyra       | —                                                 |
| End Transmission            | 2023. június 13.     | The Singularity    | Gabriel Soma                    | Toba Landing (Dvarka Deepwood)                    |
| Nicolas Cage †              | 2023. július 25.     | —                  | Nicolas Cage                    | —                                                 |
| Alien †                     | 2023. augusztus 29.  | The Xenomorph      | Ellen Ripley                    | Nostromo Wreckage (Dvarka Deepwood)               |
| Chucky †                    | 2023. november 28.   | The Good Guy       | —                               | —                                                 |
| Alan Wake †                 | 2024. január 30.     | —                  | Alan Wake                       | —                                                 |
| All Things Wicked           | 2024. március 12.    | The Unknown        | Sable Ward                      | Greenville Square (Withered Isle)                 |
| Dungeons & Dragons †        | 2024. június 3.      | The Lich           | Aestri Yazar, Baermar Uraz      | Forgotten Ruins (Decimated Borgo)                 |
| Tomb Raider †               | 2024. július 16.     | —                  | Lara Croft                      | —                                                 |
| Castlevania †               | 2024. augusztus 27.  | The Dark Lord      | Trevor Belmont                  | —                                                 |
| Doomed Course               | 2024. november 28.   | The Houndmaster    | Taurie Cain                     | —                                                 |
| Tokyo Ghoul †               | 2025. április 2.     | The Ghoul          | —                               | —                                                 |
| Steady Pulse                | 2025. május 6.       | —                  | Orela Rose                      | —                                                 |
| Five Nights at Freddy's †   | 2025. június 17.     | The Animatronic    | —                               | Freddy Fazbear's Pizza (Withered Isle)            |
| The Walking Dead †          | 2025. július 29.     | —                  | Rick Grimes, Michonne Grimes    | Fallen Refuge (Withered Isle)                     |

## Fogadtatás
| Összegzőoldal | Értékelés |
| ------------- | --------- |
| Metacritic    | 64/100    |

| Szerző        | Értékelés |
| ------------- | --------- |
| GameSpot      | 9/10      |
| IGN           | 9/10      |
| PC Gamer (UK) | 88/100    |

A Dead by Daylight „vegyes vagy átlagos” értékeléseket kapott a Metacritic értékelésgyűjtő oldala szerint.
A GameSpot 10-ből 9 pontra értékelte a játékot, és így nyilatkozott: „Megjelenésekor a Dead by Daylight gyengélkedett a peer-to-peer alapú hálózati kapcsolat és a hiányzó közösségi funkciók miatt, de idővel sikerült ezeket a problémákat orvosolnia. Bár egy rövid és elhamarkodott próbálkozás a képességalapú párosítással a kezdő játékosok számára rémálommá tette a játékot (amit azóta [akkoriban] kijavítottak), a játékosközösségnek köszönhetően a Dead by Daylight páratlan az aszimmetrikus kompetitív többjátékos műfajban, és mára az egyik legátfogóbb horrorélménnyé nőtte ki magát.”
Luke Winkie, a PC Gamer újságírója 100-ból 88 pontra értékelte a játékot, és így fogalmazott: „Azóta, hogy a Behaviour Interactive öt évvel ezelőtt megjelentette a Dead by Daylightot a Steamen, a játék rendkívül kifinomult mechanikai mélységeket ért el, egy rendkívül összetett, sokoldalú felépítésekből és stratégiákból álló hálózatot alakított ki, valamint változatos karakterkínálatot nyújt, amelyek mindegyike saját erősségekkel és gyengeségekkel rendelkezik.”

## Fordítás
Ez a szócikk részben vagy egészben  a   Dead by Daylight című angol Wikipédia-szócikk ezen változatának fordításán alapul.  Az eredeti cikk szerkesztőit annak laptörténete sorolja fel. Ez a jelzés csupán a megfogalmazás eredetét és a szerzői jogokat jelzi, nem szolgál a cikkben szereplő információk forrásmegjelöléseként.